# Alois Geigel
Nikolaus Alois Geigel (* 17. April 1829 in Würzburg; † 10. Februar 1887 ebenda) war ein deutscher Mediziner.

## Leben
Geigels Vater Philipp war Richter und Politiker, er war 1848/49 Abgeordneter der Frankfurter Nationalversammlung. Philipp Geigel war verheiratet mit Apollonia, geb. Hartmann.
Alois Geigel studierte Medizin an den Universitäten München und Würzburg. In München schloss er sich 1848 dem studentischen Freicorps an, im November 1848 trug er eine Fackel im Trauerzug für den hingerichteten Robert Blum in Frankfurt. Nach dem Studium arbeitete Geigel als Assistent von Carl Friedrich von Marcus und Heinrich von Bamberger an der Klinik des Juliusspitals in Würzburg. Geigels Interesse galt insbesondere der Kardiologie und der Pneumologie, er arbeitete an zahlreichen Bänden des Handbuchs der speciellen Pathologie und Therapie mit.
1863 wurde Geigel Vorstand der medizinischen Poliklinik in Würzburg und 1870 Professor für Poliklinik und Hygiene. Er war stark sozial engagiert, in der Würzburger Poliklinik wurden in erster Linie Arme behandelt. 1873 erwarb er sich große Verdienste bei der Bekämpfung einer Cholera-Epidemie. Ab 1874 organisierte er in Zusammenarbeit mit dem Würzburger Bürgermeister Georg von Zürn die Wasserversorgung, Kanalisation und Straßenreinigung in Würzburg nach hygienischen Gesichtspunkten neu.
Geigel war bekennender Atheist und propagierte ein schwärmerisches Heidentum. Er war seit 1855 mit Anna Thekla verheiratet, sie hatten zwei Söhne und eine Tochter. Geigels Sohn Richard war Professor der Balneologie in Würzburg.

## Veröffentlichungen (Auswahl)
- Beitrag zur physikalischen Diagnostik mit besonderer Bezugnahme auf die Formen und Bewegungen der Brust. Becker, Würzburg 1855 (Würzburg, Univ., Habil.-Schr., 1855)
- Grundzüge der medicinischen Acustik: zum Selbststudium der für Percussion und Auscultation nöthigen physikalischen Vorkenntnisse; mit Holzschnitten. Halm, Würzburg 1856.
- Geschichte, Pathologie und Therapie der Syphilis. Stuber, Würzburg 1867.
- Das Paradoxon der Venus Urania: geschrieben für Aerzte, Juristen, Geistliche und Erzieher, dann für Freunde der Anthropologie und Psychologie. A. Stuber's Buchhandlung, Würzburg 1869 [anonym publiziert].
- mit A. Mayr: Der Schöpfradventilator: ein continuirlich wirkender, transportabler, pneumatischer Apparat. München 1876.
- Über Wissen und Glauben, Leipzig 1884.
- Andwaranaut: ueber Wissen und Glauben. Kabitzsch, Würzburg 1914